# Juegos Mundiales IWAS
Los Juegos Mundiales IWAS o Juegos Mundiales en Silla de Ruedas, conocidos anteriormente también como Juegos Internacionales de Stoke Mandeville y en Hispanoamérica como Juegos Internacionales de Lisiados de Inglaterra, es un tradicional evento deportivo internacional para deportistas con deficiencia motriz, sea paralíticos, amputados o con las funciones de sus extremidades disminuidas, organizada por la Federación Internacional de Deportes en Silla de Ruedas y de Amputados (IWAS) que se realiza anualmente desde 1948.

## Historia

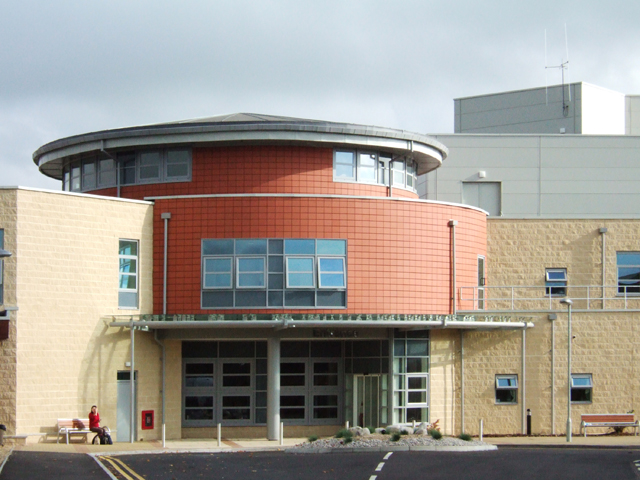
Hospital de Stoke Mandeville en Buckinghamshire, Inglaterra, donde nació el movimiento paralímpico.

Los Juegos se realizaron por primera vez en 1948, a iniciativa del médico neurólogo Ludwig Guttmann del Hospital de Stoke Mandeville de la ciudad de Stoke Mandeville en Inglaterra, que organizó una competencia deportiva para veteranos de la Segunda Guerra Mundial -finalizada tres años antes- con lesiones en la columna vertebral. Ese mismo año se habían realizado los Juegos Olímpicos de Londres.
El éxito del evento llevó a repetirlo anualmente, hasta que en 1952 los Países Bajos decidieron participar en los Juegos, tomando un carácter internacional. Poco a poco más países comenzaron a competir en los Juegos de Stoke Mandeville y en 1960 se tomó la decisión de organizarlo en Roma, abriendo los mismos a todos los países y deportistas con discapacidades diversas. Con el paso del tiempo, este evento sería considerado como los primeros Juegos Paralímpicos.
En esa década, los Juegos de Stoke Mandeville y los Juegos Paralímpicos se fueron independizando, de modo tal que en los tres años en que no se realizaban los Juegos Paralímpicos, se realizaban en Buckinghamshire los Juegos de Stoke Mandeville, organizado por la IWAS exclusivamente para deportistas en sillas de ruedas o con discapacidades en sus extremidades.
Pese a ello, los Juegos Paralímpicos de 1964 realizados en Tokio, los de 1968 realizados en tel Aviv y los de 1972 realizados en Heidelberg, llevaron la denominación de Juegos Internacionales de Stoke Mandeville, siguiendo la numeración iniciada en 1948. Recién los Juegos Paralímpicos de Toronto 1976 llevaron esa denominación, a la vez que se decidió considerar a los Juegos de Roma, como los primeros Juegos Paralímpicos. Desde ese momento ambos juegos se desarrollaron de modo independiente. 
Los Juegos de Stoke Mandeville continuaron realizándose en Buckinghamshire, hasta que en 1999 se habilitó su realización en Nueva Zelanda. Desde entonces se realiza cada año en una ciudad distinta del mundo.
En los Juegos Paralímpicos de Londres 2012, se denominó a la mascota de los Juegos con el nombre de Mandeville, como reconocimiento de la conexión existente entre ambos juegos.